# Marco Lauro
Marco Lauro, o Laureo, de Lauro (Tropea, XVI secolo – Campagna, aprile 1571), è stato un vescovo cattolico italiano del Regno di Napoli.

## Biografia
In alcune fonti indicato come Mario de Lauro, era originario di un'importante famiglia di Tropea e fratello di Vincenzo, venne eletto vescovo della diocesi di Campagna e della diocesi di Satriano nel 1560.
Partecipò al Concilio di Trento e il 17 giugno 1545 tenne un sermone contro la riforma protestante. Nel 1548 fece erigere il convento domenicano di Girifalco e durante il suo mandato vescovile vennero iniziati i lavori di costruzione della cattedrale di Santa Maria della Pace di Campagna.
Secondo lo storico locale Antonino Vincenzo Rivelli Lauro fece allontanare dal convento domenicano di San Bartolomeo Giordano Bruno durante il suo noviziato.